# SG̱ang Gwaay
SG̱ang Gwaay eller Ninstints är en av haidafolkets byar i Gwaii Haanas vid British Columbias norra kust i Kanada.  
Byn är en National Historic Site och ett världsarv.

## Etymologi
Byns namn SG̱ang Gwaay (Skungwai) är haidafolkets namn på ön Anthony Island där byn ligger. Namnet betyder "Röda torskön". I slutet av 1700-talet och början av 1800-talet kallades byn Koyahs eller Coyahs, även skrivet Quee-ah, efter dess dåvarande hövding, Koyah. Namnet "Ninstints" eller "Nan Sdins" som också ibland förekommer, var namnet på byns mäktigaste hövding i mitten av 1800-talet och kom att användas som bynamn i enlighet med sjökaptenernas tradition att referera till byar efter namnet på deras ledare eller hövding.

## Byområdet
Byn var den sydligaste av haidafolkets byar, väster om och mitt emot Kunghit Island, den sydligaste ön i arkipelagen.
SG̱ang Gwaay har idag den största samlingen med haidatotempålar på sina ursprungliga platser. Många hyllas som stora konstverk, även om de tillåtits bli utsatta för det frodiga tempererade regnskogsklimatets naturliga nedbrytning. Bilder på ruinerna symboliserar haidakulturen på ögruppen Haida Gwaii och visas upp i turistreklam för ön och provinsen i stort. Platsen är extremt avlägsen och man kan bara ta sig dit sjövägen eller med flyg från platser längre norrut i ögruppen. En av hövdingarna, Ninstints, vars engelska namn var Tom Price, var en erkänd och starkt konstnärlig stenhuggare, speciellt i argilit.

## Historia
SG̱ang Gwaay var platsen för flera episoder i den tidiga historien där vita kom i kontakt med öarna. Under den maritima pälshandelns era besöktes byn 1787 av George Dixon, 1788 av Charles Duncan, och två gånger 1789, först av Robert Gray, därefter Grays samarbetspartner John Kendrick. Koyahs förnedring av Kendrick 1789 och 1791 tros ha skadat hans ställning i haidasamhället och resulterat i Ninstintslinjens övertagande i mitten av 1800-talet. Koyah dödades troligen under en attack från slupen Union, under John Boit, 1795.
Ninstinterna minskade kraftigt i antal efter ett utbrott av smittkoppor 1862. Befolkningen fortsatte att minska på grund av andra introducerade sjukdomar. Någon gång omkring 1885 övergav folket byn och flyttade till Skidegate.

### Fotnoter
1. ↑  ”Nan Sdins National Historic Site of Canada”. Directory of Designations of National Historic Significance of Canada. Parks Canada. Arkiverad från originalet den 2 mars 2020. https://web.archive.org/web/20200302192824/https://www.pc.gc.ca/apps/lhn-nhs/det_E.asp?oqSID=0048&oqeName=Nan+Sdins&oqfName=Nan+Sdins. Läst 28 januari 2012.
2. ↑  ”Ninstints”. BC Geographical Names. http://apps.gov.bc.ca/pub/bcgnws/names/30207.html.
3. 1 2 3  Koyah, Dictionary of Canadian Biography Online
4. ↑  Report for the Year 1957 Arkiverad 7 juni 2011 hämtat från the Wayback Machine., Provincial Museum of Natural History and Anthropology, Province of British Columbia Department of Education